# PF-waarde

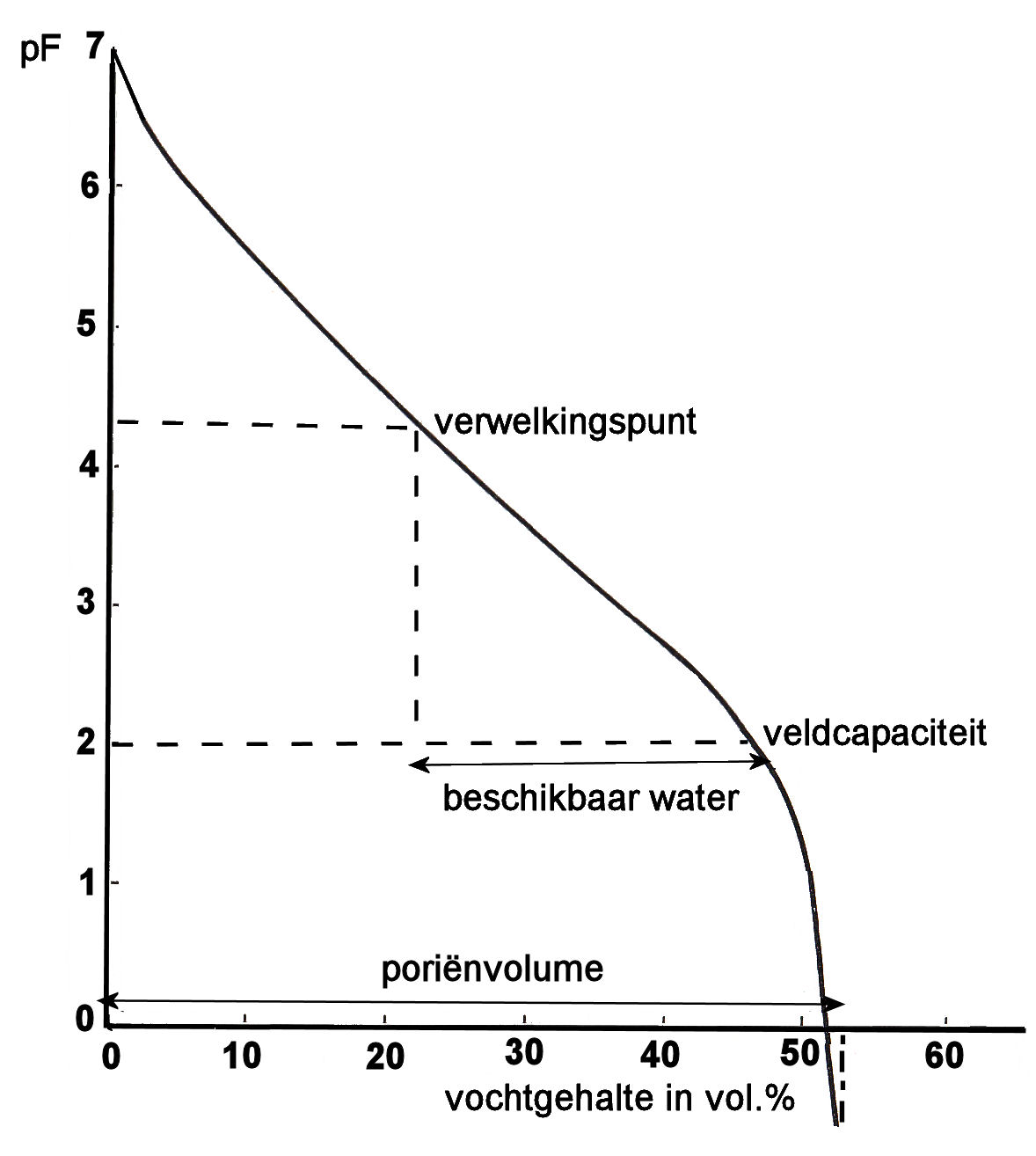
Voorbeeld van een pF-curve

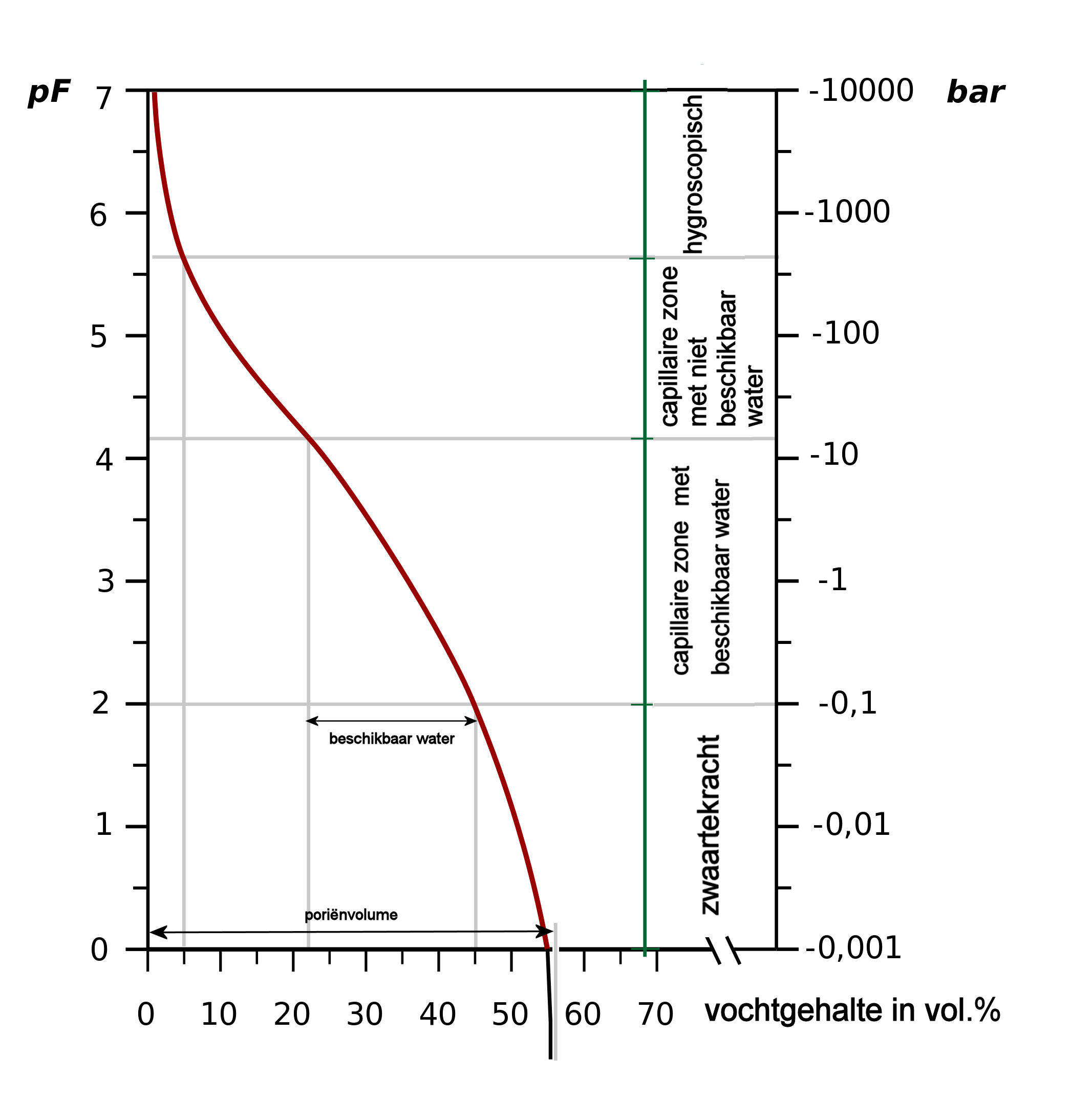
pF-curve van klei

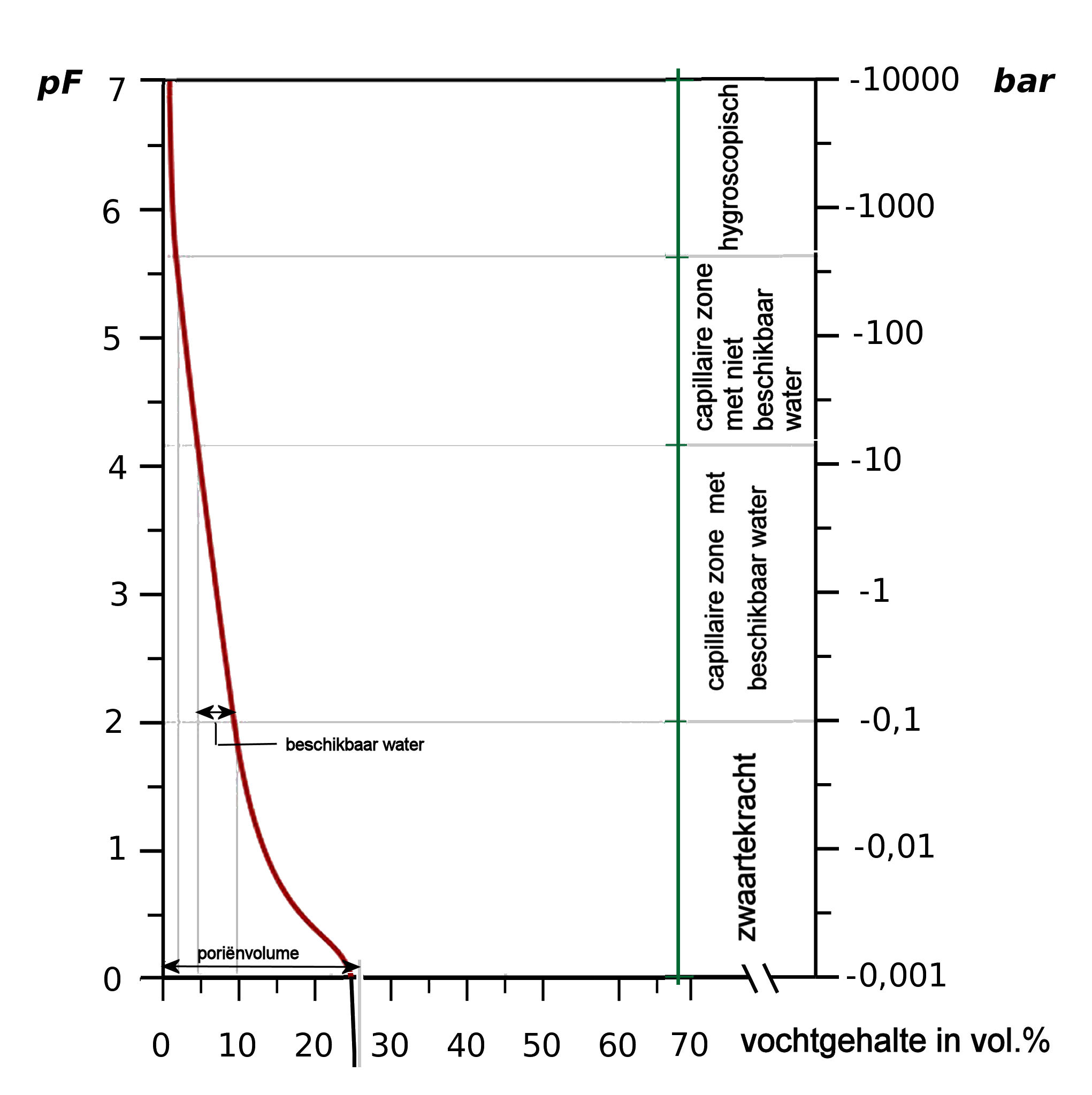
pF-curve van zand

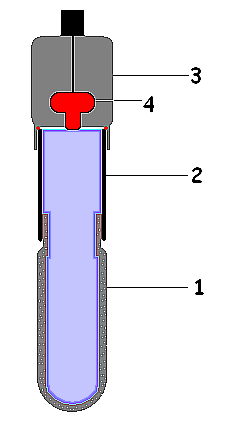
Tensiometer met (1) poreuze keramiekcel, (2) watergevuld peilglas, (3) elektronisch gedeelte, (4) druksensor

De pF-waarde of pF (p van Potenz (machtsverheffen), F van Freier Energie (helmholtzenergie) van het water) is de logaritme met grondtal 10 van de zuigspanning uitgedrukt in cm water (bij een zuigspanning van 100 cm (102 cm) water is de pF 2 of 0,1 atm). Het kenmerkt de matrixpotentiaal ψm – de energie, waarmee het bodemwater tegen de zwaartekracht in de bodemmatrix wordt vastgehouden. De pF-curve, ook wel waterretentiecurve genoemd, geeft het verband weer tussen de zuigspanning en het vochtgehalte van een bodem.

## Meten van de zuigspanning
De pF van een grondmonster kan bepaald worden met:
- een bak zand voor de pF 0–2, waaraan een waterkolom wordt gehangen
- een bak met zand en kaolien voor de pF 2,0–2,7, waaraan een waterkolom wordt gehangen
- een membraanpers voor de pF > 2,7
- een tensiometer voor de pF 0–2,7

## Zuigspanning
| pF-waarde | Druk            | Bar         | Waterkolom |
| --------- | --------------- | ----------- | ---------- |
| 0         | −1 hPa          | -0,001 bar  | −0,01 m    |
| 1         | −10 hPa         | -0,01 bar   | −0,1 m     |
| 2         | −100 hPa        | -0,1 bar    | −1 m       |
| 3         | −1.000 hPa      | -1 bar      | −10 m      |
| 4         | −10.000 hPa     | -10 bar     | −100 m     |
| 5         | −100.000 hPa    | -100 bar    | −1000 m    |
| 6         | −1.000.000 hPa  | -1000 bar   | −10.000 m  |
| 7         | −10.000.000 hPa | -10.000 bar | −100.000 m |

Betrokken op de grondwaterspiegel is de pF - onder hydrostatische (in evenwicht) omstandigheden – de verticale afstand van de grondwaterspiegel tot het maaiveld. Hoe hoger de zuigspanning is des te lager is het watergehalte in de bodem.

## Toepassingen
In een met water verzadigde grond is de pF 0. Door de zwaartekracht zal het water uit de grote poriën lopen tot een pF van 1,8 (zand), komt overeen met een grondwaterstand van 
60 cm onder het maaiveld, of 2,5 (klei) is bereikt. Dit is de veldcapaciteit van een bodem.
Een pF van 4,2 (overeenkomend met ongeveer 160 m afstand van het maaiveld tot het grondwater) is het verwelkingspunt.
De hoeveelheid voor de plant beschikbaar water bevindt zich tussen pF 1,8 (zand) - 2,5 (klei) (veldcapaciteit) en pF 4,2 (verwelkingspunt).
De bodem trekt hygroscopisch water aan tussen een pF 4,2 en 7.
Een bodemmonster in evenwichtstoestand, dat bewaard wordt bij 90% luchtvochtigheid, heeft een pF van 5 en dat gedroogd is bij 105°C een pF van 7. Bij een pF van 7 is er geen water meer aanwezig.
De pF-curve geeft het poriënvolume weer tot waar de curve de asymptoot raakt. Voor de hier getoonde pF-curve van klei is dit 57 volume % en bij die van zand 26 volume %.

### Bodemvochtigheidsgraad
De beschikbaarheid van het bodemwater kan ook met de volgende kengetallen van de watertoestand als bodemvochtigheidsgraad beschreven worden:
- pF 5 = dor
- pF 4 = droog
- pF 3 = fris
- pF 2 = vochtig
- pF 1 = nat